# Das Brot der frühen Jahre
Das Brot der frühen Jahre è un film del 1962 diretto da Herbert Vesely.

## Riconoscimenti
- Lola al miglior film 1962